# Brunete
Brunete település Spanyolországban, Madrid tartományban. Brunete Villanueva de la Cañada, Quijorna, Villanueva de Perales, Sevilla la Nueva, Villaviciosa de Odón és Boadilla del Monte községekkel határos. Lakosainak száma 11 300 fő (2024).

## Népesség
A település népessége az utóbbi években az alábbiak szerint változott:
| Lakosok száma | 5414 | 7368 | 8967 | 9522 | 10 064 | 10 188 | 10 373 | 10 736 | 10 845 | 11 300 |
|               | 2001 | 2004 | 2007 | 2009 | 2012   | 2014   | 2017   | 2019   | 2022   | 2024   |